# NGC 6996
NGC 6996 ist ein offener Sternhaufen vom Trumpler-Typ III2p im Sternbild Schwan.
Entdeckt wurde das Objekt am 28. Oktober 1828 von John Herschel.